# Токсан (станция метро)
«Токсан» (кор. 독산역) — наземная станция Сеульского метро на Первой (Линия Кёнбусон). Кванмён ветка — участок Первой линии метро, где организовано челночное движение между станциями «Йондынпхо» и «Кванмён». Станция была открыта на уже действующем участке 1-й очереди Первой линии, также была открыта «Синил». На станции установлены платформенные раздвижные двери.
Станция представлена двумя боковыми платформами. Ообслуживается Корейской национальной железнодорожной корпорацией (Korail). Расположена в квартале Касандон района Кымчхон города Сеул (Республика Корея).
На Первой линии поезда Кёнбусон красный экспресс (GB: Gyeongbu red express. A и B Йонсан—Чонан) обслуживают станцию; Кёнвон экспресс (GWː Gyeongwon) и Кёнкин экспресс (GI: Gyeongin), Кёнбусон зелёный экспресс (SC: Gyeongbu green express) не обслуживают станцию.
Пассажиропоток — на 1-й линии 30 889 чел/день (2013).